# Ptychogaster corruscans
Ptychogaster corruscans är en svampart som beskrevs av Fr. Ptychogaster corruscans ingår i släktet Ptychogaster och familjen Fomitopsidaceae.   Inga underarter finns listade i Catalogue of Life.